# Каррье, Александр
Алекса́ндр Каррье́ (фр. Alexandre Carrier; 10 октября 1996, Квебек, Квебек, Канада) — канадский хоккеист, защитник клуба НХЛ «Монреаль Канадиенс».

## Клубная карьера

### Юниорская карьера
Каррье играл в юношеском возрасте в своём родном Квебеке за команду колледжа Антуан-Жирара из QMAAA. В 2012 году был выбран на Драфте QMJHL под общим четвёртым номером командой «Гатино Олимпикс», за которую провёл четыре сезона вплоть до 2016 года. Всего за «Гатино» провел 242 матча, в которых набрал 137 очков.
В 2015 году был включён во вторую символическую сборную Всех звёзд QMJHL.

### Профессиональная карьера
На Драфте НХЛ 2015 года был выбран командой «Нэшвилл Предаторз» в четвёртом раунде под общим 115-м номером. 12 ноября 2015 года, будучи игроком «Олимпикс», подписал трехлетний контракт новичка с «Нэшвиллом» на общую сумму около $ 2 млн.
Сезон 2016/17 Александр начал в фарм-клубе «Нэшвилла» — «Милуоки Эдмиралс». В регулярном сезоне он провёл 72 матча и набрал 39 очков, став вторым ассистентом клуба. В плей-офф провёл 3 матча, оформив 2 передачи. Также в данном сезоне Каррье получил приглашение на Матч всех звёзд АХЛ. 13 января 2017 года был вызван в основную команду, за которую в сезоне провёл 2 матча. Дебют состоялся 17 января 2017 года в матче против «Ванкувер Кэнакс». Каррье сыграл на льду почти 11 минут, но очков не набрал. 19 января 2017 года сыграл 10 минут в матче против «Калгари Флэймз», но вновь не набрал очков и был отправлен обратно в фарм-клуб «Милуоки Эдмиралс».
В сезонах 2018/19 и 2019/20 был ассистентом капитана в «Милуоки Эдмиралс». В сезоне 2018/19 стал вторым бомбардиром «Эдмиралс» после Энтони Ришара по системе "гол+пас", набрав 37 (5+32) очков в 76 матчах.
Вплоть до сезона 2019/20 Каррье не получал вызовов в «Нэшвилл», но 4 января 2020 года был вызван «Нэшвиллом» из-за травмы Райана Эллиса, полученной после грязного удара в голову игроком «Далласа» Кори Перри. Днём ранее, а именно 3 января 2020 года, вновь получил приглашение на Матч всех звёзд АХЛ вместе с партнёрами по «Милуоки» Яковом Трениным и Коннором Ингрэмом. Всего в сезоне 2019/20 Каррье провёл 3 матча за «Нэшвилл» без набранных очков. За фарм-клуб набрал столько же очков (37), сколько и в прошлом сезоне, однако проведя на 21 матч меньше.
Сезон 2020/21 Каррье начал в АХЛ за «Чикаго Вулвз», так как «Милуоки Эдмиралс» решили пропустить сезон из-за последствий COVID-19. Там он был назначен ассистентом капитана. После 3 матчей канадец был вызван в основную команду, где смог закрепиться во второй паре с Маттиасом Экхольмом, отобрав эту роль у более молодого Данте Фаббро. 13 марта 2021 года в матче против «Тампы-Бэй Лайтнинг» забил первый гол в НХЛ в ворота Андрея Василевского. На драфте расширения НХЛ 2021 был защищён «Нэшвиллом» по схеме 3-5-1. «Предаторз» стали единственной командой, защитившей 5 защитников.

## Международная карьера
В 2013 участвовал за сборную Канады от Квебека в Мировом кубке вызова, в 6-и матчах отметился голевой передачей, а сборная заняла 4-е место. Также в 2013 году на Кубке Глинки/Грецки стал победителем турнира, не набрав очков в пяти встречах. На ЮЧМ-2014 занял третье место с юниорской сборной Канады.

## Семья
Отец Александра Бернард был также был защитников и играл в главной юниорской хоккейной лиге Квебека, но за команду «Квебек Ремпартс». Старший брат Александра Самуэль также хоккеист и защитник, в последний раз играл в Североамериканской хоккейной лиге Квебека за «Сорель-Трэси Эпервьерс» в сезоне 2019/20. На драфте НХЛ 2010 года он был выбран в 6-м раунде под общим 176-м номером командой «Вашингтон Кэпиталз».

## Статистика

### Международная
| Год                     | Сборная                 | Турнир                  | Место                   |    | И | Г | П | О  | Ш |
| ----------------------- | ----------------------- | ----------------------- | ----------------------- | -- | - | - | - | -- | - |
| 2013                    | Канада (Квебек)         | МКВ                     | 4-е                     | 6  | 0 | 1 | 1 | 10 |   |
| 2013                    | Канада (юн.)            | МИГ                     | 1                       | 5  | 0 | 0 | 0 | 0  |   |
| 2014                    | Канада (юн.)            | ЮЧМ                     | 3                       | 7  | 0 | 0 | 0 | 0  |   |
| Всего за юн. сб. Канады | Всего за юн. сб. Канады | Всего за юн. сб. Канады | Всего за юн. сб. Канады | 18 | 0 | 1 | 1 | 10 |   |